# Periploca funebris
Espèce
Periploca funebris est une espèce de papillons de la famille des Cosmopterigidae.

## Répartition
Periploca funebris est endémique des États-Unis et se rencontre en Arizona et en Californie,.

## Description
Des adultes ont été enregistrés en vol en mai.
Les larves se nourrissent de Juniperus monosperma.

## Systématique
L'espèce Periploca funebris a été décrite en 1962 par l'entomologiste et lépidoptériste américain Ronald William Hodges (d) (1934-2017).